# Dicranomyia (Glochina) hansiana
Dicranomyia (Glochina) hansiana is een tweevleugelige uit de familie steltmuggen (Limoniidae). De soort komt voor in het Palearctisch gebied.